# Fundación de São Paulo
Fundación de São Paulo es un óleo sobre tela de Oscar Pereira da Silva con medidas de 185 cm por 340 cm. La pintura forma parte de la colección del Museo Paulista desde 1929 y muestra una escena imaginada de la fundación de la capital paulista por los padres Manuel da Nóbrega, Manuel de Paiva y José de Anchieta.
El proyecto se inició en 1903, pero la obra sólo se concluyó en 1907, el mismo año en que se expuso por primera vez. El pintor eligió representar la fundación de la ciudad de São Paulo porque, a principios del siglo XX, el estado vivía una exaltación extrema de la história paulistana como elemento esencial del desarrollo brasileño. Además, São Paulo experimentaba un gran crecimiento económico debido a la exportación de café, lo que ofrecía más oportunidades en el campo artístico.
El objetivo de Pereira da Silva era vender la obra al Estado, lo que consiguió en 1910. Hoy se encuentra en la sala "Imaginando el comienzo" de la exposición "Las imágenes recrean la historia", en el Museo Paulista.